# Centromma thomsoni
Centromma thomsoni is een eenoogkreeftjessoort. De wetenschappelijke naam van de soort is voor het eerst geldig gepubliceerd in 1899 door Brady.